# Танкова навчальна дивізія (Третій Рейх)
Танкова навчальна дивізія, також знана як 130-та танкова навчальна дивізія (нім. Panzer-Lehr-Division) — танкова дивізія Вермахту в роки Другої світової війни.

## Історія
Танкова навчальна дивізія була сформована 10 січня 1944 у Франції, в регіоні Нансі-Верден. Перші підрозділи дивізії були сформовані ще в листопаді 1943 при 2-му танковому училищі в Крампніце (3-й військовий округ) і при 1-му танковому училищі на навчальному полігоні в Бергені (11-й військовий округ).
На 6 червня 1944 року, дивізія знаходилась під командуванням штабу 1-го танкового корпусу СС, і дислокувалась в районі Парижа. На той час дивізія мала у своєму складі 190 танків, 40 САУ, 612 бронетранспортерів.
Незабаром було віддано наказ, швидким маршем, в повному складі, дістатись до узбережжя Нормандії, та відкинути до моря сили союзників. 8 червня дивізія дісталась Кану, втративши при авіанальотах ворога понад 200 одиниць бронетехніки і автомобілів.
Далі дивізія вела бої проти чисельно переважавших її сил Союзників. В нормандських боях дивізія втратила більше ніж 70 % особистого складу, і врешті-решт вона була виведена на переформування в жовтні 1944-го.
Загалом, в боях в Нормандії дивізія втратила 124 танки та САУ, 160 офіцерів та понад 5.5 тисяч солдатів.
Незабаром дивізія знову була готова йти в бій, проте штати зазнали деяких змін — тепер дивізія мала у своєму складі лише один танковий батальйон (раніше було 2).
Дивізія брала участь в Арденських боях. Після цього — була перекинута до Голландії, трохи згодом — до Рейху. 15 квітня 1945 року, дивізія була оточена в Рурському котлі й знищена. На момент капітуляції дивізія, як повноцінна одиниця вже не існувала. На той час вона мала лише 8 танків та близько 2,5 тисяч солдатів.

## Райони бойових дій та дислокації дивізії
- Німеччина (листопад 1943 — лютий 1944);
- Франція (лютий — квітень 1944);
- Угорщина (квітень — травень 1944);
- Франція (травень — серпень 1944);
- Західна Німеччина (серпень — грудень 1944);
- Ардени (грудень 1944 — січень 1945);
- Західна Німеччина (січень — травень 1945).

## Командування

### Командири
- генерал-майор, з травня 1944 генерал-лейтенант Фріц Баєрляйн (нім. Fritz Bayerlein) (10 січня 1944 — 7 червня 1944);
- генерал-майор Гіацинт граф фон Штрахвітц (нім. Hyazinth Graf Strachwitz von Gross-Zauche und Camminetz) (8 червня — 23 серпня 1944);
- оберст Рудольф Гергардт (нім. Rudolf Gerhardt) (23 серпня — вересень 1944);
- оберст барон Пауль фон Гаузер (нім. Paul Freiherr von Hauser) (вересень 1944);
- генерал-лейтенант Фріц Баєрляйн (вересень 1944 — 20 січня 1945);
- генерал-майор Горст Німак (нім. Horst Niemack) (20 січня — 3 квітня 1945);
- оберст барон Пауль фон Гаузер (3 — 15 квітня 1945).

## Нагороджені дивізії
Нагороджені дивізії
|  | Кавалери Золотого Німецького Хреста                                                                      | 20                                                             |
|  | Кавалери Срібного Німецького Хреста                                                                      | 1                                                              |
|  | Кавалери Лицарського хреста Залізного хреста з Дубовим листям та Мечами                                  | 1 (№ 81 генерал-лейтенант Фріц Баєрляйн — 20.07.1944)          |
|  | Кавалери Лицарського хреста Залізного хреста з Дубовим листям                                            | 1 (№ 635 оберст-лейтенант барон Пауль фон Гаузер — 28.10.1944) |
|  | Кавалери Лицарського хреста Залізного хреста                                                             | 9                                                              |
|  | Кавалери Почесної Відзнаки Сухопутних військ «Почесна пряжка на орденську стрічку для Сухопутних військ» | 18                                                             |

- Нагороджені Сертифікатом Пошани Головнокомандувача Сухопутних військ (3)

## Бойовий склад танкової навчальної дивізії
- штаб дивізії
- 130-й танковий навчальний полк (Panzer-Lehr-Regiment 130);

101 танк PzKpfw IV
89 танків PzKpfw V
- 901-й гренадерський навчальний полк (Panzergrenadier Lehr Regiment 901);
- 902-й гренадерський навчальний полк (Panzergrenadier Lehr Regiment 902)
- 130-й артилерійський полк (Panzer-Artillerie-Regiment 130)
- 130-й навчальний розвідувальний батальйон [Panzeraufklärungs-Lehr-Abteilung 130]
- 130-й винищувально-протитанковий дивізіон [Panzerjager-Lehr-Abteilung 130]

31 винищувач танків JagdPz IV
- 311-й зенітно-артилерійський дивізіон [Heeres-Flak-Artillerie-Abteilung 311]
- 130-й навчальний саперний батальйон [Panzer-Lehr-Pionier-Bataillon 130]
- 130-й батальйон зв'язку [Panzernachrichten-Abteilung 130]
- 130-й інтендантський загін [Panzer-Versorgungstruppen 130]
- 130-й запасний батальйон [Feldersatz-Bataillon 130]
- 316-та танкова рота [Panzerkompanie (Fkl) 316]

9 самохідних штурмових гармат StuG III